# Camden (New Jersey)
Camden ist eine Industrie- und Hafenstadt im Bundesstaat New Jersey in den Vereinigten Staaten mit 71.791 Einwohnern (Stand: Volkszählung 2020). Sie liegt gegenüber von Philadelphia am Delaware und ist eine principal city der Metropolregion Delaware Valley. Die Stadt ist County Seat des Camden Countys und auch dessen größte Stadt.
Camden war viele Jahrzehnte wichtiger Industriestandort, vor allem für die Herstellung von Plattenspielern, die Nahrungsmittelindustrie und den Schiffbau, wurde aber durch den Strukturwandel und den industriellen Niedergang der letzten Jahre schwer getroffen und gehört heute zu den ärmsten Städten der USA. In Camden wuchsen 2005 fast 60 % der Kinder in Armut auf und die Arbeitslosenquote lag im Zeitraum 2001–2005 konstant beim zwei- bis dreifachen des Durchschnitts im Bundesstaat New Jersey. Das Durchschnittseinkommen der Bewohner, die zu 53,3 % Schwarze und zu 38,8 % Hispanics sind, liegt bei 50,1 % des nationalen Durchschnitts der USA. Obwohl Camden  eine der höchsten Kriminalitätsraten der USA aufweist, musste die Stadtverwaltung 2011 die Personalstärke der Polizei mangels ausreichender Finanzmittel zur Finanzierung der Gehälter erheblich reduzieren. Mitte der 2010er Jahre gelang es, die Kriminalitätsrate signifikant zu senken und das Vertrauen der Bürger, insbesondere von Afroamerikanern, in die Polizei zu stärken. Die Stadt erholt sich seither langsam, ist aber weiterhin eine der ärmsten in den USA.

## Geographie

### Geographische Lage
Die Stadt Camden liegt am Delaware River gegenüber der Stadt Philadelphia, mit der sie über zwei Brücken verbunden ist, die Benjamin Franklin Bridge und die Walt Whitman Bridge. Sie ist 58 Kilometer von der Hauptstadt des Bundesstaates New Jersey, Trenton, entfernt.
Die Nachbargemeinden sind (von Nord nach Süd im Uhrzeigersinn): Pennsauken, Merchantville, nochmals Pennsauken, Collingswood, Woodlynne, Collingswood, die westliche Exklave von Haddon und ganz im Süden Gloucester City.

## Geschichte
Das Stadtgebiet wurde 1681 zum ersten Mal besiedelt. Im Jahre 1773 wurde Camden gegründet. 1834 erhielt die Stadt Anschluss an das Bahnnetz des Landes, was zur Ansiedlung mehrerer Firmen, wie der Campbell Soup Company (Campbell’s) im Jahre 1869, und zu einem Anstieg der Bevölkerungszahl führte.
1894 wurde in Camden der Plattenspieler von der Victor Talking Machine Company entwickelt.
Am 6. Juni 1933 eröffnete Richard Hollingshead Jr. das weltweit erste Autokino vor den Toren seiner Heimatstadt Camden. Gezeigt wurde der Film Wife Aware.

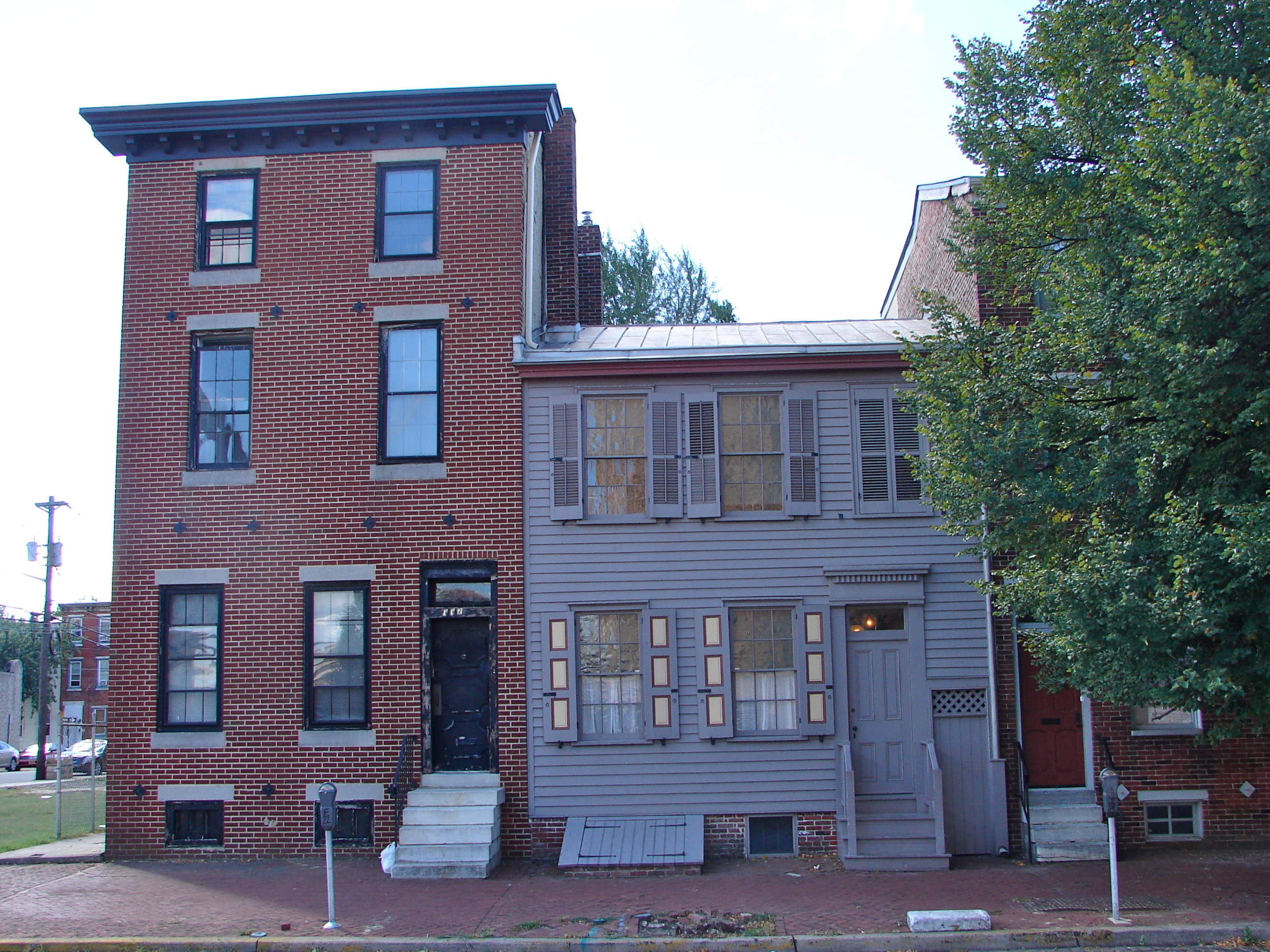
Walt Whitman House (2010)

Ein Ort in Camden hat den Status einer National Historic Landmark, das Walt Whitman House. 45 Bauwerke und Stätten in der Stadt sind im National Register of Historic Places (NRHP) eingetragen (Stand 7. März 2020).

## Demografie
Nach einer Schätzung von 2019 leben in Camden 73.562 Menschen. Die Bevölkerung teilte sich im selben Jahr auf in 23,5 % Weiße, 41,4 % Afroamerikaner, 0,6 % amerikanische Ureinwohner, 2,4 % Asiaten, 0,1 % Ozeanier und 4,5 % mit zwei oder mehr Ethnizitäten. Hispanics oder Latinos aller Ethnien machten 51,0 % der Bevölkerung aus. Das mittlere Haushaltseinkommen lag bei 27.015 US-Dollar und die Armutsquote bei 36,4 %.

## Religion
Camden ist seit 1937 Sitz des römisch-katholischen Bistums Camden. Hauptkirche des Bistums ist die Kathedrale Immaculate Conception (Unbefleckte Empfängnis) aus dem Jahr 1864.

## Kultur und Sehenswürdigkeiten

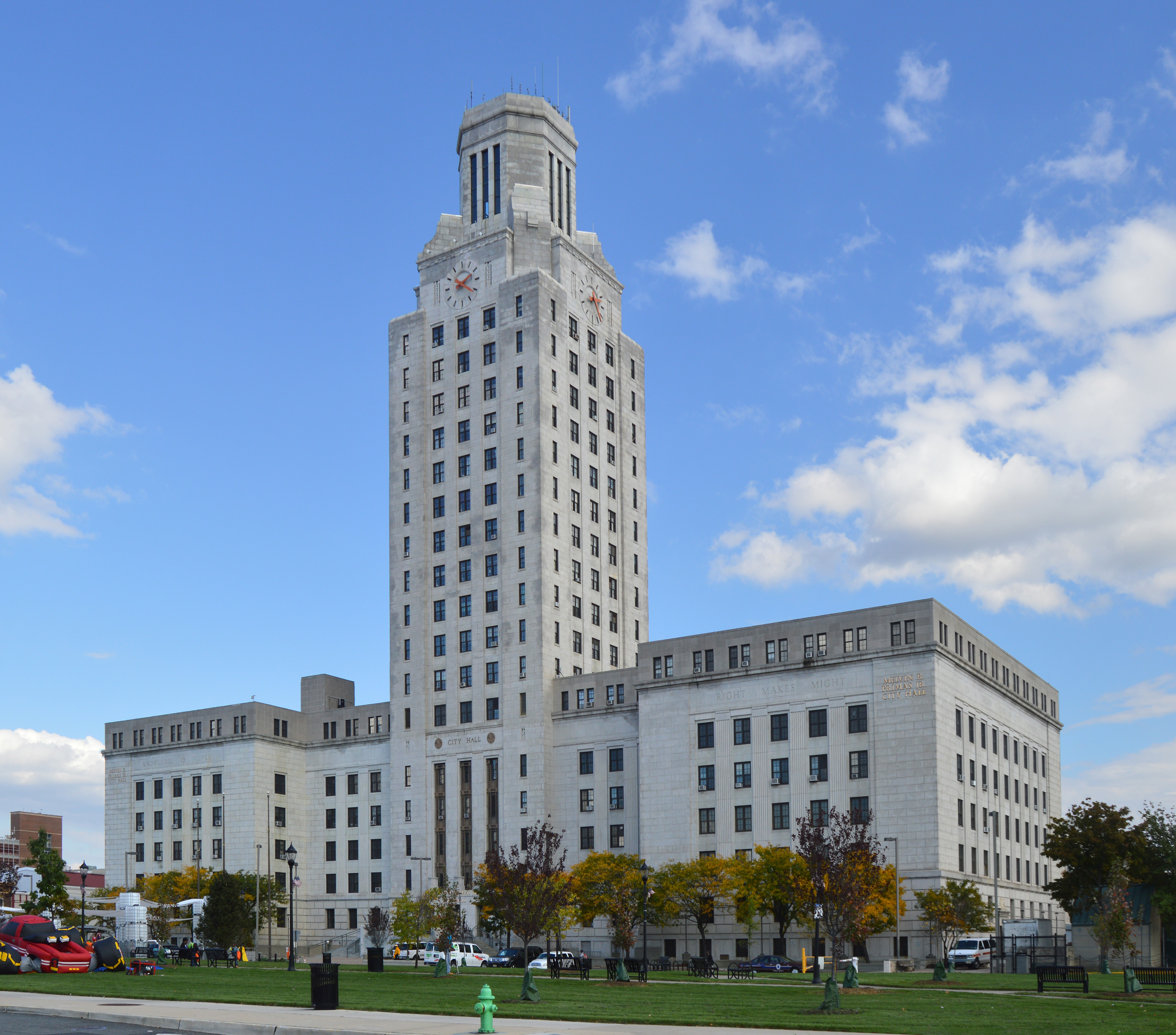
Rathaus

Sehenswert sind das New Jersey State Aquarium und das zu einem Museum hergerichtete, am Delaware River liegende Schlachtschiff New Jersey. Es war von 1943 bis 1991 im Dienst.
Zu den historischen Gebäuden der Stadt zählt das Haus, in dem der amerikanische Dichter Walt Whitman von 1873 bis zu seinem Tod 1892 lebte.
Wegen der ansässigen Schallplattenindustrie fanden dort in den 1930ern Aufnahmen des frühen Swing Jazz statt.
Am Südrand des Stadtgebiets liegt die Siedlung Fairview, das frühere Yorkship. Die Plansiedlung im Stil einer europäischen Gartenstadt entstand während des Ersten Weltkrieges nach den Plänen von Electus Darwin Litchfield für die Arbeiter der Schiffswerft. Der Stadtteil zeichnete sich in den Jahren des industriellen Niedergangs vor allem durch seine soziale Stabilität aus.
In Camden befindet sich ferner das 1909 errichtete Nipper Building, welches einst der Sitz der Verwaltung des Telefon- und Unterhaltungselektronikherstellers Victor Talking Machine Company war (ab 1929: RCA Victor). Das Gebäude ist im National Register of Historic Places verzeichnet und dient nach umfangreichen Renovierungen Wohnzwecken.
In Camden befindet sich das Adventure Aquarium. Es wurde 1992 als New Jersey State Aquarium erbaut und existiert in seiner heutigen erweiterten Form seit 2003.

## Wirtschaft und Infrastruktur

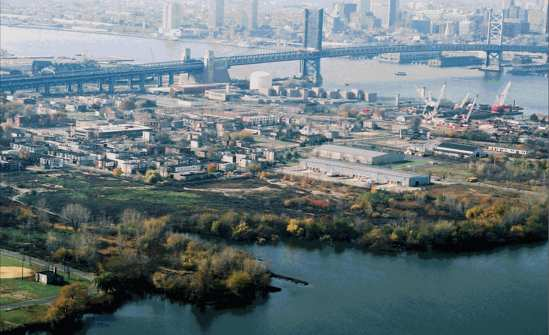
Industriegebiet am Nordrand der Stadt am Delaware

Camden ist Industrie-, Handels- und Transportzentrum. In der Stadt werden vor allem Erzeugnisse der Elektronik hergestellt, ferner ist Camden Sitz der Verwaltung des Suppenherstellers Campbell’s Soup, der in Camden 1.200 Mitarbeiter beschäftigt.

### Verkehr
Camden ist Hafenstadt und ein wichtiger Straßen- und Eisenbahnknoten mit zwei Tiefwasserdockanlagen und einem großen Güterbahnhof.
Camden liegt an der PATCO Speedline, einer Schnellbahnverbindung von Lindenwold (New Jersey), die über die Benjamin Franklin Bridge hinüber nach Philadelphia führt. Innerhalb des Stadtgebietes gibt es drei Stationen, City Hall (Camden), Walter Rand Transportation Center (früher: Broadway) und Ferry Avenue. Seit 14. März 2004 besteht mit der River Line zusätzlich eine Stadtbahnverbindung nach Trenton. Die Strecke führt vom Waterfront Entertainment Center als Straßenbahn durch die Stadt.

### Bildung
Im Jahre 1927 wurde der Standort Camden der Rutgers-Universität (The State University of New Jersey) gegründet. Hier studierten 2016/17 etwa 6.600 Studenten.

## Hohe Kriminalitätsrate und Budgetkürzungen
Basierend auf den Statistiken des FBI war Camden hinsichtlich der Kriminalität die zweitgefährlichste Stadt in den USA im Jahr 2002; 2004 und 2005 wurde sie auf die Gefährlichste Stadt in den USA hochgestuft. Im Jahr 2008 nahm Camden den zweiten Platz dieser Statistik ein, die auf Kriminalstatistiken in sechs Kategorien basiert: Morde, Vergewaltigungen, Raubüberfälle, schwere Körperverletzung, Einbrüche und Fahrzeugdiebstähle. Der Ratsangehörige Ali Sloan-El sagte im Jahr 2004 bezüglich der Statistiken von 2003, dass die Armut in Camden ein entscheidender Faktor für die hohe Kriminalitätsrate sei. Bevölkerungsstatistische Daten zeigen, dass ein Drittel der Einwohner in Camden unter der Armutsgrenze lebt.
Im Juli 2011 geriet Camden erneut in die Medien und wurde als die Stadt mit der zweithöchsten Kriminalitätsrate in den USA (pro Einwohner) bezeichnet. Ebenso leidet die Stadt unter starken Kürzungen insbesondere bei der Feuerwehr, aber auch der Polizei. Die Kürzungen erfolgten infolge der weltweiten Finanzkrise, deren Nachwirkungen besonders in den USA noch deutlich zu spüren sind. Ein Brand in einem Reifenlager loderte beispielsweise acht bis zwölf Stunden, bis das Reifenlager völlig niederbrannte. Die Polizei sperrte das Gebiet lediglich ab, die Feuerwehr rückte aufgrund von Geldmangel nicht aus. Sechs Wochen später waren die Trümmer des Brandes noch immer nicht beseitigt worden.
Durch die geringe Polizeipräsenz infolge der Kürzungen haben vor allem im Süden der Stadt sogenannte Gangs den Drogenhandel übernommen. Im Jahr 2011 gab es 49 Schussopfer. 2010 erhielt die Stadt noch 64 Millionen US-$ an Zuschüssen vom Bundesstaat New Jersey, der damit rund 40 % des kommunalen Haushalts deckte. Der Gouverneur von New Jersey Chris Christie hat 2011 diesen Zuschuss jedoch weitestgehend gestrichen, um den Haushalt des Bundesstaates nicht weiter zu belasten. Die Gemeinden finanzieren sich normalerweise hauptsächlich durch die Grundsteuer, welche an den Immobilienwert geknüpft ist. Da die Immobilienpreise Camdens in den letzten Jahren jedoch drastisch gefallen sind, sind die Steuereinnahmen entsprechend gering.
Seit 2013 wird die Polizeifunktion in Camden durch das County ausgeübt. Dank Zuschüssen vom Bundesstaat New Jersey ist die Personalstärke der Polizei wieder auf dem Stand vor dem Zusammenbruch der Finanzierung. Gouverneur Chris Christie betrachtet die Vorgänge von 2010 und 2011 als gefährliches politisches Spiel, das aber gewonnen wurde. Nur durch die Eskalation war es möglich, die Personalkosten der städtischen Verwaltung, und darunter besonders die der Polizisten und Feuerwehrleute zu senken. Beide Berufsgruppen hatten in den Jahren zuvor die Verhandlungsmacht ihrer Gewerkschaften zu Einkommens- und vor allem Pensionssteigerungen genutzt, die sich unter den wirtschaftlichen Entwicklungen der Stadt als nicht tragbar erwiesen.
Mitte der 2010er Jahre gelang es, die Kriminalitätsrate signifikant zu senken und das Vertrauen der Bürger, insbesondere von Afroamerikanern, in die Polizei zu stärken.

## Persönlichkeiten

### Söhne und Töchter der Stadt
- David Baird (1881–1955), Politiker
- Butch Ballard (1918–2011), Schlagzeuger
- James F. Checchio (* 1966), katholischer Geistlicher, Bischof von Metuchen
- Dexter Darden (* 1991), Schauspieler
- James Dellet (1788–1848), Politiker
- Bob McElwee (* 1935), NFL-Schiedsrichter
- Wayne Dockery (1941–2018), Jazzmusiker
- Andrea Dworkin (1946–2005), Schriftstellerin
- Lola Falana (* 1942), Sängerin, Tänzerin und Schauspielerin
- Jack Ferrante (1916–2006), Footballspieler
- Ray Fisher (* 1987), Schauspieler
- Rodney Green (* 1979), Jazzmusiker
- Rachel Gould (* 1953), Jazzsängerin
- Joseph R. Grundy (1863–1961), Politiker
- „Gypsy“ Joe Harris (1945–1990), Profiboxer
- George Hegamin (* 1973), Footballspieler
- Leon Huff (* 1942), Soul-Pianist
- Chris Klodnicki (* 1985), Pokerspieler
- Edward Lewis (1919–2019), Filmproduzent
- Eric Lewis (* 1973), Musiker und Komponist
- Edward P. McNeff (1924–2023), Generalmajor der United States Air Force
- Kenneth G. Miller (* 1956), Mikropaläontologe
- George Vance Murry (1948–2020), katholischer Geistlicher, Bischof von Youngstown
- Gerhard Wilhelm Kunze (1906 – ?), Propagandachef des Amerikadeutschen Bundes
- Kirk Nurock (* 1948), Komponist und Jazzpianist
- Charles Payton (* 1960), amerikanisch-österreichischer Basketballspieler und -trainer
- James E. Pugh (* 1950), Jazzmusiker
- Haason Reddick (* 1994), Footballspieler
- Buddy Rogers (1921–1992), Wrestler
- Scratch, Hip-Hop-Musiker
- Florence Scovel Shinn (1871–1940), Illustratorin und christliche Schriftstellerin
- Tasha Smith (* 1971), Schauspielerin
- Jason Sosa (* 1988), Boxer
- Frank Tiberi (* 1928), Jazzmusiker
- Sheena Tosta (* 1982), Hürdenläuferin
- Tye Tribbett (* 1976), Gospelmusiker
- Howard Unruh (1921–2009), Veteran und Massenmörder
- Buster Williams (* 1942), Jazzmusiker
- Henry Braid Wilson (1861–1954), Seeoffizier
- Arthur Augustus Zimmerman (1869–1936), Radsportler
- Phil Zimmermann (* 1954), Kryptologe und Erfinder des PGP-Verfahrens

### Persönlichkeiten, die in der Stadt gewirkt haben
- Walt Whitman (1819–1892), Dichter